# Vladislav II de Valachie
Pour les articles homonymes, voir Vladislav II (homonymie).
Vladislav II de Valachie est prince de Valachie.

## Origine
Fils de Dan II de Valachie, il est peut-être identifiable avec le prétendant au trône « Vlad Dan Basarab » de 1447.

## Règnes
Soutenu par les Hongrois, il est nommé prince de Valachie après la mort fin 1447 de Vlad II le Dragon et de son fils aîné Mircea II le Jeune. L'année suivante il participe aux côtés de Jean Hunyadi à la seconde bataille de Kosovo. Profitant de l'absence de Vladislav II, éloigné de Târgoviște par les combats, Vlad III Țepeș rentre d'Andrinople avec une troupe de cavalerie turque prêtées par le pacha Mustafa Hassan et le chasse du trône le 19 novembre 1448.
Il est rétabli de février 1450 à juillet 1456. En 1452, il entreprend une réforme monétaire pour marquer son indépendance vis-à-vis de la Hongrie et permettre à ses monnaies de circuler sur le marché ottoman. Cette initiative est à l'origine d'un long différent politique avec la Hongrie.
Vladislav II est finalement tué dans un combat contre Vlad III l'Empaleur le 22 août 1456.

## Postérité
Son fils Vladislav Dan vivant vers 1488 et marié à Neaga est sans doute le père de
- Vladislav III de Valachie